# Cloudwatt
Cloudwatt était une offre de cloud public de type IaaS, fondée sur OpenStack avec OpenContrail de Juniper Networks, d'Orange Business Services proposant des ressources d'hébergement, de calcul et de stockage à la demande. Cloudwatt propose des prestations de stockage en ligne des données, de machines virtuelles et de réseaux virtuels selon le modèle IaaS (ou Infrastructure en tant que service).
Cette offre s’adressait aux acteurs professionnels de l’informatique et du numérique, aux entreprises et aux organismes publics.
Fin juillet 2019, la plate-forme annonce à ses clients la cessation de son activité, prévue pour le 31 janvier 2020.

## Historique

### Le projet Andromède issu du Grand Emprunt
Le lancement de Cloudwatt entre dans le cadre du projet Andromède initié en 2009 dans l’objectif de donner plus de chances à la France d’exister sur le marché du cloud computing. Le Grand Emprunt a été le déclencheur et le coup de pouce pour avancer et initier le projet. La terminologie forgée par les médias pour cette initiative alors unique en Europe a été « cloud souverain ». Le but était de donner aux professionnels, comme aux particuliers, l’accès à des solutions sécurisées de stockage en ligne des données et de machines virtuelles, localisées sur le sol français dans un premier temps et européen par la suite.
Le gouvernement au travers du FIS (Fond d’Initiative Stratégique) a fait le choix de deux acteurs chacun doté de 225 millions d’euros : Cloudwatt d’une part (avec Orange, la Caisse des dépôts et consignations (CDC) et Thales comme actionnaires) et Numergy d’autre part (SFR, la CDC et Bull)[réf. nécessaire].

### La création de Cloudwatt
L’entreprise Cloudwatt a été créée le 6 septembre 2012 par Orange et Thales dans le cadre du projet Andromède de cloud souverain. Le 2 octobre 2012, Fleur Pellerin, ministre déléguée chargée des PME, de l’Innovation et de l’Économie numérique participe à la conférence de presse de Cloudwatt. Elle précise l’engagement du gouvernement en matière de cloud computing, technologie qu’elle qualifie d’« enjeu majeur pour la compétitivité des entreprises » et qu’elle compare à « une force au moins aussi égale à celle d’Internet ».
Cloudwatt met en avant son choix d’être parti d’une page blanche pour développer ses offres et de ne pas s’être appuyée sur des technologies antécédentes. Il s’agit d’un environnement de cloud Open Source basé sur OpenStack, déployé et supporté par une startup française spécialisée, eNovance.

### Le rachat par Orange
Le 20 mars 2015, Orange, actionnaire de Cloudwatt, contrôle l'entreprise à 100 %, en rachetant les parts de Thales et de la Caisse des dépôts,.
Le 1er janvier 2016, Cloudwatt fusionne avec Orange Business Services au travers de sa filiale Orange Cloud for Business qui regroupe en France et à l’international l’ensemble des équipes dédiées au management d’infrastructures IT, de cloud computing, d’applications et d’environnements de travail virtualisés.

### Fermeture et migration
Fin juillet 2019, Orange Business Services annonce aux utilisateurs de Cloudwatt la fermeture de cette plateforme au 31 janvier 2020,,. Dans cette communication, les utilisateurs sont invités à migrer vers d’autres services dont la plateforme Flexible Engine. Cette solution qui s’appuie sur une distribution OpenStack, opérée par Orange Business Services est disponible en France comme à l’international.

## Services historiques

### Une architecture Libre et Open Source
Cloudwatt a fabriqué son offre de IaaS (Infrastructure as a Service) en utilisant la solution communautaire et open source OpenStack. Le cloud Cloudwatt est utilisable par des APIs OpenStack ce qui permet d’éviter la dépendance vis-à vis d’acteurs proposant des solutions propriétaires.
Dès sa création, en septembre 2012, Cloudwatt devient membre de la Fondation OpenStack et devient alors la seconde entreprise européenne à intégrer la communauté.
En marge de l’OpenStack summit d’Hong Kong, en novembre 2013, Cloudwatt annonce le premier déploiement du framework Hadoop sur OpenStack[réf. nécessaire].

### Les datacenters de Cloudwatt

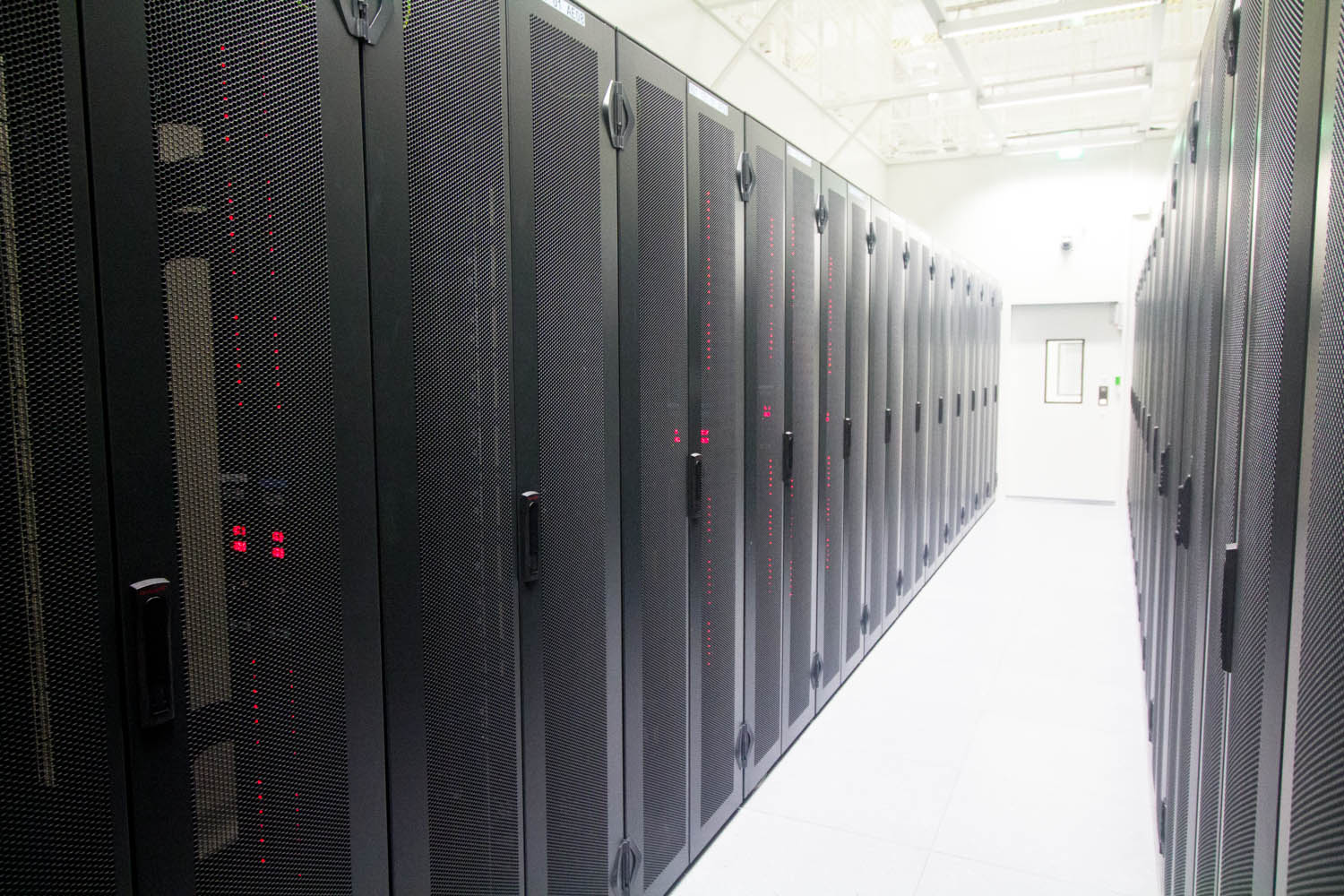
Le datacenter Normandie de Cloudwatt à Val-de-Reuil (Eure)

Les Datacenters de Cloudwatt sont situés à Val-de-Reuil (Normandie) et à Rueil-Malmaison (Ile-de-France). Ils sont de classe 4 (Tier IV) et de classe 3 (Tier III)[réf. nécessaire].

### Le stockage en ligne
Il existe deux façons pour l’utilisateur de gérer son stockage sur Cloudwatt. L’interface du site web accessible par n’importe quel navigateur permet de créer des espaces de stockages, de charger, télécharger et supprimer des fichiers. L’autre possibilité est d’utiliser un logiciel de transfert de fichiers utilisant l’API Swift d’OpenStack, comme Cyberduck ou Cloudberry.
Comme tout service opéré par un Cloud « souverain », les données chargées sur le stockage de Cloudwatt sont localisées en France et opérées par des acteurs sans liens capitalistiques avec des entreprises américaines et, à ce titre, ne sont pas soumises à l’application du Patriot Act[réf. nécessaire].

### Le Compute
Le 30 juin 2014, Cloudwatt annonce l’ouverture de son cloud public souverain complet avec les services « Compute » et « Stockage objet ». Cette offre est disponible auprès des partenaires de Cloudwatt et en ligne sur leur site.
Cloudwatt a déployé les modules Openstack suivants : Nova (compute), Keystone (identification), Glance (image), Cinder (stockage bloc), Swift (stockage objet), Heat (orchestration), Horizon (console), Neutron (réseau), Sahara (hadoop) et Magnum (container).

## Une réponse française au Patriot Act et à l’affaire PRISM

### Patriot Act
L’objectif de Cloudwatt est de proposer une alternative aux offres de cloud computing d’acteurs historiques comme Amazon ou Microsoft. Ces offres sont soumises au Patriot Act, une loi votée au lendemain des attentats du 11 septembre 2001. Elle permet, entre autres, aux agences gouvernementales américaines comme le FBI d’accéder aux données stockées sur les serveurs d’entreprises de droit américain, sans notification d’un juge. Le problème de confidentialité des données que posent ces offres a constitué un frein à l’adoption de solutions de cloud computing pour un grand nombre d’entreprises. L’arrivée d’acteurs français dans le domaine du cloud computing ouvre donc de nouvelles opportunités à ces sociétés, mais aussi aux organismes du secteur public.

## Partenariats

### Partenariat avec Teddy Riner
Teddy Riner devient le partenaire officiel de Cloudwatt en 2012 pour une durée de 5 ans, soit un an après la prochaine olympiade. Teddy Riner apparaît dans plusieurs publicités Cloudwatt à la télévision (LCI, iTélé et BFM TV). Il représente également la marque Cloudwatt lors de salons technologiques dont la société était sponsor[réf. nécessaire].

### Partenariats commerciaux
Les partenaires de Cloudwatt sont de plusieurs types :
- les éditeurs de logiciels
- les intégrateurs
- les fournisseurs de matériels et de solutions historiques : Dell pour les serveurs, Netapp pour le stockage informatique

### Adhésion à l’APRIL et engagement auprès du logiciel libre
Jusqu'en 2015, Cloudwatt était adhérente de l’APRIL association du logiciel libre en France.

## Capital
Cloudwatt est initialement dotée d’un capital de 225 millions d’euros avec une répartition des fonds suivante :
- 44,4 % pour Orange,
- 22,2 % pour Thales,
- 33,3 % pour la Caisse des Dépôts[réf. nécessaire].

Le 13 janvier 2015, Orange et sa filiale Orange cloud for business annoncent leur intention de racheter la totalité de Cloudwatt dont ils détiennent déjà 44,4 % du capital,.
Le 20 mars 2015, Orange annonce détenir 100 % du capital de Cloudwatt.

## Sources
- Jean Pierre Blettner, « Un stratège pour le Cloud souverain Cloudwatt », sur reseaux-telecoms.net, 18 octobre 2012 (consulté le 27 juin 2013)